# Udo Hoffmann
Udo Hoffmann (* 26. August 1942) ist ein ehemaliger deutscher Fußballspieler. Für den SC Dynamo Berlin spielte er 1963 in der DDR-Oberliga, der höchsten Spielklasse im DDR-Fußball.

## Sportliche Laufbahn
Seine fußballerische Laufbahn begann Udo Hoffmann bei der Betriebssportgemeinschaft (BSG) Motor Nordhausen-West. Den Start in den höherklassigen Fußball vollzog Udo Hoffmann im Alter von 21 Jahren am 11. Spieltag der DDR-Oberliga-Saison 1963/64 für den SC Dynamo Berlin. Beim 5:1-Sieg über den SC Leipzig war er als Mittelstürmer eingesetzt worden und erzielte den 2:1-Zwischenstand. Auch in den beiden folgenden Oberligaspielen kam Hoffmann als Mittelstürmer zum Einsatz, wurde danach aber nicht mehr aufgeboten.
Zur Saison 1964/65 kehrte Hoffmann nach Nordhausen zur BSG Motor zurück. Zu dieser Zeit spielte die BSG in der drittklassigen Bezirksliga Bezirk Erfurt. Mit Hoffmann gewann die Mannschaft die Bezirksmeisterschaft und erreichte den Aufstieg in die DDR-Liga. Hoffmann verließ Motor Nordhausen jedoch wieder und wechselte zum DDR-Ligisten BSG Motor Weimar. Obwohl er dort in der Saison 1966/67 nur in zehn von 30 Ligaspielen eingesetzt wurde, wurde er mit acht Treffern Torschützenkönig der Weimarer. Diesen Erfolg konnte er 1967/68 mit zehn Toren wiederholen, die er diesmal bei 21 Punktspieleinsätzen erzielte. Nach dieser Spielzeit musste Motor Weimar aus der DDR-Liga absteigen, was Hoffmann zum Anlass nahm, wieder zu Motor Nordhausen-West zurückzukehren.
Nordhausen-West spielte 1968/69 schon wieder in der Bezirksliga, wurde mit Hoffmann aber ebenfalls Bezirksmeister und Rückkehrer in die DDR-Liga. Mit Ausnahme der Spielzeit 1971/72 (15 Einsätze bei 22 Ligaspielen, kein Tor) war Hoffmann bis 1976 stets Stammspieler in der Nordhäuser Mannschaft und verpasste in sechs Spielzeiten 170 Ligaspielen nur 27 Begegnungen. Mit 32 Jahren ging Hoffmann 1976 in seine vorletzte DDR-Liga-Saison. Von den 22 Punktspielen absolvierte er nur 13 Partien, schoss aber noch drei Tore. In der Saison 1977/78 spielte er nur noch in einem Ligaspiel und kam auch nicht mehr zum Torerfolg. Im Sommer 1978 beendete er nach vier Oberligaspielen und einem Tor sowie 203 Spielen in der DDR-Liga mit 56 Toren seine Karriere Fußballspieler im Leistungsbereich.
Bereits zur Saison 1975/76 hatte er bei der DDR-Liga-Mannschaft von Motor Nordhausen das Amt des Übungsleiters übernommen. Er trainierte die Mannschaft bis zum Ende der Spielzeit 1981/82, danach wurde er bei der BSG Motor Leiter der Sektion Fußball.